# Varaždin
Varaždin ([ʋâraʒdiːn] o [ʋarǎʒdin]) es una ciudad de Croacia, capital del condado de Varaždin. Está situada junto al río Drava, a una altitud de 173 metros sobre el nivel del mar. 
Durante el siglo XVIII, desde el año 1767 hasta el año 1776, Varaždin fue la capital de Croacia. Hoy es conocida como la ciudad del barroco, la música y las flores.

## Demografía
En el censo 2011, el total de población de la ciudad fue de 47 055 habitantes, distribuidos en las siguientes localidades:
- Črnec Biškupečki - 693
- Donji Kućan - 705
- Gojanec - 619
- Gornji Kućan - 1 139
- Hrašćica - 1 277
- Jalkovec  - 1 317
- Kućan Marof - 1 385
- Poljana Biškupečka - 456
- Varaždin - 38 746
- Zbelava - 506

| Gráfica de población de Varaždin 1857-2011                          |
|                                                                     |
| Según los censos de población de la oficina estadística de Croacia. |

## Clima
| Parámetros climáticos promedio de Varaždin (1971-2000 normales, extremas 1949−2020) | Parámetros climáticos promedio de Varaždin (1971-2000 normales, extremas 1949−2020) | Parámetros climáticos promedio de Varaždin (1971-2000 normales, extremas 1949−2020) | Parámetros climáticos promedio de Varaždin (1971-2000 normales, extremas 1949−2020) | Parámetros climáticos promedio de Varaždin (1971-2000 normales, extremas 1949−2020) | Parámetros climáticos promedio de Varaždin (1971-2000 normales, extremas 1949−2020) | Parámetros climáticos promedio de Varaždin (1971-2000 normales, extremas 1949−2020) | Parámetros climáticos promedio de Varaždin (1971-2000 normales, extremas 1949−2020) | Parámetros climáticos promedio de Varaždin (1971-2000 normales, extremas 1949−2020) | Parámetros climáticos promedio de Varaždin (1971-2000 normales, extremas 1949−2020) | Parámetros climáticos promedio de Varaždin (1971-2000 normales, extremas 1949−2020) | Parámetros climáticos promedio de Varaždin (1971-2000 normales, extremas 1949−2020) | Parámetros climáticos promedio de Varaždin (1971-2000 normales, extremas 1949−2020) | Parámetros climáticos promedio de Varaždin (1971-2000 normales, extremas 1949−2020) |
| Mes                                                                                 | Ene.                                                                                | Feb.                                                                                | Mar.                                                                                | Abr.                                                                                | May.                                                                                | Jun.                                                                                | Jul.                                                                                | Ago.                                                                                | Sep.                                                                                | Oct.                                                                                | Nov.                                                                                | Dic.                                                                                | Anual                                                                               |
| ----------------------------------------------------------------------------------- | ----------------------------------------------------------------------------------- | ----------------------------------------------------------------------------------- | ----------------------------------------------------------------------------------- | ----------------------------------------------------------------------------------- | ----------------------------------------------------------------------------------- | ----------------------------------------------------------------------------------- | ----------------------------------------------------------------------------------- | ----------------------------------------------------------------------------------- | ----------------------------------------------------------------------------------- | ----------------------------------------------------------------------------------- | ----------------------------------------------------------------------------------- | ----------------------------------------------------------------------------------- | ----------------------------------------------------------------------------------- |
| Temp. máx. abs. (°C)                                                                | 19.1                                                                                | 22.5                                                                                | 25.3                                                                                | 30.4                                                                                | 33.2                                                                                | 36.0                                                                                | 39.3                                                                                | 39.4                                                                                | 32.9                                                                                | 27.7                                                                                | 24.3                                                                                | 21.4                                                                                | 39.4                                                                                |
| Temp. máx. media (°C)                                                               | 3.4                                                                                 | 6.1                                                                                 | 11.1                                                                                | 15.7                                                                                | 20.9                                                                                | 23.9                                                                                | 26.0                                                                                | 25.8                                                                                | 21.5                                                                                | 15.5                                                                                | 8.6                                                                                 | 4.4                                                                                 | 15.2                                                                                |
| Temp. media (°C)                                                                    | -0.2                                                                                | 1.6                                                                                 | 5.8                                                                                 | 10.3                                                                                | 15.4                                                                                | 18.5                                                                                | 20.2                                                                                | 19.5                                                                                | 15.4                                                                                | 10.0                                                                                | 4.6                                                                                 | 1.0                                                                                 | 10.2                                                                                |
| Temp. mín. media (°C)                                                               | -3.7                                                                                | -2.5                                                                                | 1.0                                                                                 | 4.7                                                                                 | 9.2                                                                                 | 12.6                                                                                | 14.1                                                                                | 13.5                                                                                | 10.0                                                                                | 5.5                                                                                 | 1.0                                                                                 | -2.2                                                                                | 5.3                                                                                 |
| Temp. mín. abs. (°C)                                                                | −26.8                                                                               | −28.0                                                                               | −23.4                                                                               | −6.4                                                                                | −2.3                                                                                | 2.2                                                                                 | 4.7                                                                                 | 3.2                                                                                 | -3.1                                                                                | −7.5                                                                                | −19.6                                                                               | −22.7                                                                               | −28.0                                                                               |
| Precipitación total (mm)                                                            | 38.9                                                                                | 42.0                                                                                | 50.9                                                                                | 63.1                                                                                | 71.8                                                                                | 96.5                                                                                | 91.2                                                                                | 88.0                                                                                | 84.7                                                                                | 80.6                                                                                | 77.0                                                                                | 58.3                                                                                | 843.1                                                                               |
| Días de precipitaciones (≥ 0.1 mm)                                                  | 9.2                                                                                 | 9.3                                                                                 | 10.9                                                                                | 12.9                                                                                | 13.2                                                                                | 14.0                                                                                | 12.1                                                                                | 10.9                                                                                | 10.3                                                                                | 10.4                                                                                | 11.1                                                                                | 11.2                                                                                | 135.4                                                                               |
| Días de nevadas (≥ 1.0 cm)                                                          | 13.5                                                                                | 9.9                                                                                 | 3.4                                                                                 | 0.5                                                                                 | 0.0                                                                                 | 0.0                                                                                 | 0.0                                                                                 | 0.0                                                                                 | 0.0                                                                                 | 0.0                                                                                 | 3.7                                                                                 | 9.4                                                                                 | 40.4                                                                                |
| Horas de sol                                                                        | 77.5                                                                                | 113.0                                                                               | 148.8                                                                               | 180.0                                                                               | 238.7                                                                               | 246.0                                                                               | 279.0                                                                               | 260.4                                                                               | 195.0                                                                               | 139.5                                                                               | 84.0                                                                                | 65.1                                                                                | 2027                                                                                |
| Humedad relativa (%)                                                                | 84.1                                                                                | 78.6                                                                                | 73.2                                                                                | 69.1                                                                                | 69.6                                                                                | 70.9                                                                                | 71.7                                                                                | 74.8                                                                                | 79.3                                                                                | 81.7                                                                                | 84.7                                                                                | 85.7                                                                                | 76.9                                                                                |
| Fuente: Croatian Meteorological and Hydrological Service                            |                                                                                     |                                                                                     |                                                                                     |                                                                                     |                                                                                     |                                                                                     |                                                                                     |                                                                                     |                                                                                     |                                                                                     |                                                                                     |                                                                                     |                                                                                     |

## Ciudades hermanadas
- Auxerre, Borgoña, Francia.
- Bad Radkersburg, Austria.
- Guimarães, Portugal.
- Coblenza, Renania-Palatinado, Alemania.
- Kumanovo, Macedonia del Norte.
- Montale, Toscana, Italia.
- Ptuj, Eslovenia.
- Pula, Istria, Croacia
- Ravensburg, Baden-Wurtemberg, Alemania.
- Trnava, Eslovaquia.
- Zalaegerszeg, Hungría.